# Riego de la Vega
Riego de la Vega – gmina w Hiszpanii, w prowincji León, w Kastylii i León, o powierzchni 35,4 km². W 2011 roku gmina liczyła 892 mieszkańców.